# Липовець (Рибниця)
Липовець (словен. Lipovec) — поселення в общині Рибниця, регіон Південно-Східна Словенія, Словенія.